# Askims distrikt
Askims distrikt är ett distrikt i Göteborgs kommun och Västra Götalands län. 
Distriktet ligger vid kusten, söder om Göteborg.

## Tidigare administrativ tillhörighet
Distriktet inrättades 2016 och utgörs av socknen Askim, i Göteborgs kommun.
Området motsvarar den omfattning Askims församling hade vid årsskiftet 1999/2000.